# Ricky Reyes
Ricky Reyes (nascido em 28 de agosto de 1978) é um lutador mexicano-porto riquenho de wrestling profissional. Conhecido por suas aparições na Ring of Honor, Pro Wrestling Guerrilla e vários outras promoções independentes, ele está atualmente trabalhando principalmente para o World Wrestling Council.

## No wrestling
- Movimentos de finalização
  - Brainbuster[1]
  - Dragon sleeper com bodyscissors

- Movimentos secundários
  - Belly to belly suplex[1]
  - German suplex[1]
  - Gory special
  - Kneeling belly to belly piledriver
  - Múltiplas variações de chutes
    - Jumping spin
    - Savate
    - Shoot

  - Rolling kimura lock[1]
  - Sitout powerbomb
  - Slingshot crossbody
  - Swinging neckbreaker[1]

- Alcunhas
  - "The Havana Pitbull"
  - "The Cuban Crippler"

## Campeonatos e prêmios
- 3KWrestling Fighting Athletes

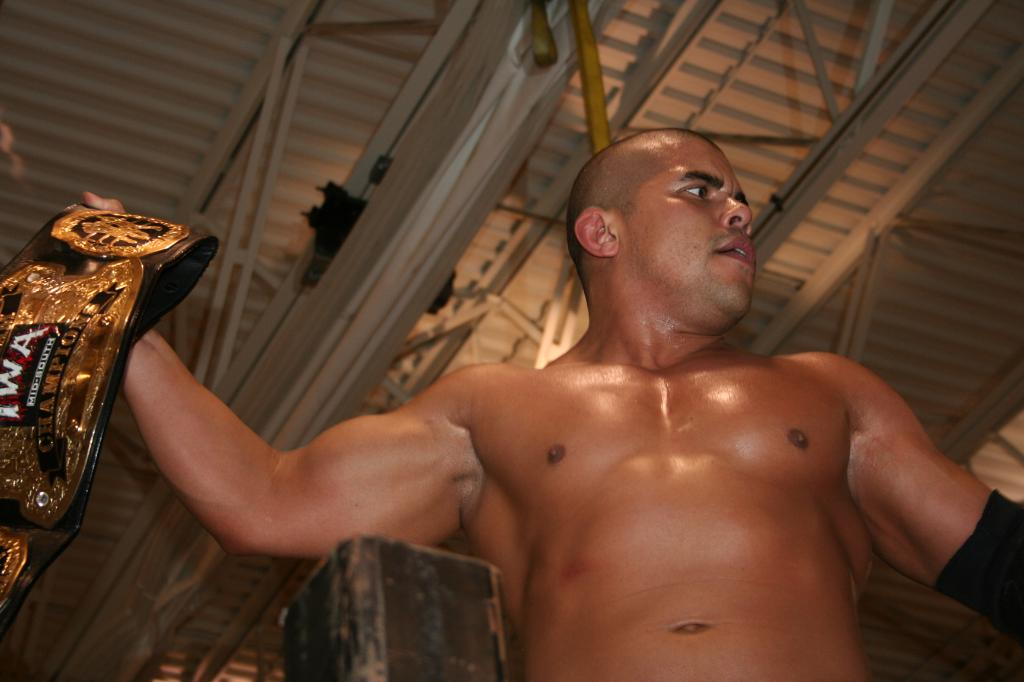
Reyes como campeão do IWA Mid-South Tag Team Champioship

  - 3KWrestling Openweight Championship (1 vez, atual)[1]
  - Shinya Hashimoto Memorial Tournament (2008)

- Blackball'd Wrestling Organization
  - BWO Heavyweight Championship (1 vez)

- Eastern Pennsylvania Wrestling Entertainment
  - EPWE World Heavyweight Champion (1 vez)

- Empire Wrestling Federation
  - EWF Heavyweight Championship (1 vez)
  - EWF Tag Team Championship (5 vezes) – com Rocky Romero[4]

- Funkdafied Wrestling Federation
  - FWF Tag Team Championship (1 vez) – com Johnny Gunn

- Independent Wrestling Association Mid-South
  - IWA Mid-South Tag Team Championship (1 vez) - com Joker

- International Wrestling Cartel
  - IWC Heavyweight Championship (1 vez)[1]

- National Championship Wrestling
  - NCW Heavyweight Championship (1 vez)

- Pro Wrestling Illustrated
  - PWI classificou-o em #246 dos 500 melhores lutadores individuais na PWI 500 em 2009[5]

- Pro Wrestling Unplugged
  - PWU Tag Team Championship (1 vez)[1] – com Joker

- Ring of Honor
  - ROH Tag Team Championship (1 vez) – com Rocky Romeroref name="ROHtag">«Ring Of Honor Tag Team Championship». Ring of Honor. Consultado em 5 de abril de 2010. Arquivado do original em 12 de abril de 2010</ref>
  - Trios Tournament (2005) – com Rocky Romero e Homicide

- SoCal Uncensored
  - Tag Team of the Year (2001) with Rocky Romero[6]

- Ultimate Pro Wrestling
  - UPW Lightweight Championship (1 vez)[1]
  - UPW Tag Team Championship (1 vez)[1] – com Rocky Romero

- Victory Pro Wrestling
  - VPW New York State Champion (1 time)
  - VPW Tag Team Champion (1 vez, atual)[1] – com E.J. Risk

- World Wrestling Council
  - WWC World Junior Heavyweight Championship (1 vez)